# Neottia pantlingii
Neottia pantlingii är en orkidéart som först beskrevs av William Wright Smith, och fick sitt nu gällande namn av Tang och Fa Tsuan Wang. Neottia pantlingii ingår i släktet näströtter, och familjen orkidéer. Inga underarter finns listade i Catalogue of Life.